# Оксид берклия(IV)
Окси́д бе́рклия(IV) (химическая формула — BkO2) — бинарное неорганическое соединение берклия и кислорода.

## Получение
Оксид берклия(IV) можно получить путём нагревания металла берклия при 1200 °C на воздухе:
{\displaystyle {\mathsf {Bk+2O_{2}\ \xrightarrow {1200^{o}C} BkO_{2}}}},
либо при взаимодействии оксида берклия(III) с кислородом при температуре 600 °C:
{\displaystyle {\mathsf {2Bk_{2}O_{3}+O_{2}\ \xrightarrow {600^{o}C} 4BkO_{2}}}}.

## Химические свойства
Из оксида берклия(IV) можно получить оксид берклия(III) по реакции восстановления водородом при температуре 600 °C:
{\displaystyle {\mathsf {2BkO_{2}+H_{2}\ \xrightarrow {600^{o}C} Bk_{2}O_{3}+H_{2}O}}}.